# Jenjira Stadelmann
Jenjira Stadelmann (* 20. November 1999 in Chiang Mai) ist eine Schweizer Badmintonspielerin.

## Karriere
Jenjira Stadelmann wurde 2019 erstmals Schweizer Meisterin. Weitere Titel folgten 2020, 2021 und 2023. 2024 startete sie bei den Olympischen Spielen in Paris. Im Dameneinzel schied sie dabei schon in der Vorrunde aus.

## Erfolge

### Europaspiele
Dameneinzel
| Jahr | Ort                           | Gegner         | Ergebnis     | Resultat |
| ---- | ----------------------------- | -------------- | ------------ | -------- |
| 2023 | Arena Jaskółka, Tarnów, Polen | Mia Blichfeldt | 15–21, 16–21 | Bronze   |

### BWF International Challenge/Series
Dameneinzel
| Jahr | Wettbewerb             | Gegner        | Ergebnis            | Resultat |
| ---- | ---------------------- | ------------- | ------------------- | -------- |
| 2019 | Cyprus International   | Réka Madarász | 21–11, 21–17        | Sieger   |
| 2019 | Slovenia Future Series | Mónika Szőke  | 21–18, 13–21, 21–15 | Sieger   |

Mixed
| Jahr | Wettbewerb           | Partner      | Gegner                                    | Ergebnis     | Resultat |
| ---- | -------------------- | ------------ | ----------------------------------------- | ------------ | -------- |
| 2019 | Cyprus International | Tobias Künzi | Mykhaylo Makhnovskiy Anastasiya Prozorova | 21–11, 21–14 | Sieger   |

### Junioren
Dameneinzel
| Jahr | Wettbewerb          | Gegner        | Ergebnis     | Resultat |
| ---- | ------------------- | ------------- | ------------ | -------- |
| 2016 | Valamar Junior Open | Réka Madarász | 21–16, 23–21 | Sieger   |

Damendoppel
| Jahr | Wettbewerb         | Partner      | Gegner                       | Ergebnis            | Resultat |
| ---- | ------------------ | ------------ | ---------------------------- | ------------------- | -------- |
| 2017 | Portuguese Juniors | Aline Müller | Léonice Huet Marion Le Turdu | 21–19, 16–21, 21–15 | Sieger   |

Mixed
| Jahr | Wettbewerb        | Partner            | Gegner                         | Ergebnis    | Resultat |
| ---- | ----------------- | ------------------ | ------------------------------ | ----------- | -------- |
| 2017 | 3 Borders Juniors | Julien Scheiwiller | William Villeger Melanie Potin | 21–19, 21–9 | Sieger   |